# Marcel Răducanu
Marcel Răducanu (Bucarest, 21 ottobre 1954) è un ex calciatore rumeno, di ruolo centrocampista.

## Carriera
Răducanu iniziò la carriera nella Steaua Bucarest, squadra con cui vinse due campionati rumeni e venne eletto nel 1980 giocatore rumeno dell'anno.
Nel 1981, in occasione di un'amichevole a Dortmund, non fece ritorno in patria e rimase in Germania. Essendo Răducanu un ufficiale dell'esercito, tale atto fu considerato diserzione dal regime, che lo condannò a sei anni di prigione. In Germania Răducanu firmò un contratto per due squadre diverse, venendo di conseguenza squalificato per un anno dalla FIFA.
Al termine della sanzione iniziò a giocare nel Borussia Dortmund, dove rimase per sei anni prima di passare allo Zurigo.
La sua principale caratteristica era la grande abilità nel dribbling, che lo rese uno dei giocatori più amati della Romania negli anni 1970.

## Palmarès

### Club
- Campionato rumeno: 2

Steaua Bucarest: 1975-76, 1977-78
- Coppa di Romania: 2

Steaua Bucarest: 1975-76, 1978-79

### Nazionale
- Coppa dei Balcani: 1

1980

### Individuale
- Calciatore rumeno dell'anno: 1

1980